# RADWIMPS 2 〜発展途上〜
『RADWIMPS 2 〜発展途上〜』（ラッドウィンプス・ツー 〜はってんとじょう〜）は、2005年3月8日にリリースされたRADWIMPSの2枚目のアルバムである。インディーズ最後のアルバムでもある。

## 背景
現在のメンバーでの初のアルバム。『RADWIMPS 4〜おかずのごはん〜』の大ヒットに影響され、『RADWIMPS』と共にロングヒットとなった。
ジャケットデザインはマツザキリョウ。
2020年5月15日にRADWIMPSの楽曲のストリーミング配信が解禁されたが、2021年9月現在、本作品のストリーミング配信は解禁されていない。

## 収録内容
| #         | タイトル                                                    | 作詞・作曲 | 編曲       | 時間  |
| --------- | ----------------------------------------------------------- | ---------- | ---------- | ----- |
| 1.        | 「愛し 〜明くる明け〜」                                     | 野田洋次郎 | RADWIMPS   | 1:34  |
| 2.        | 「なんちって」                                              | 野田洋次郎 | RADWIMPS   | 3:20  |
| 3.        | 「そりゃ君が好きだから」                                    | 野田洋次郎 | RADWIMPS   | 3:14  |
| 4.        | 「夢見月に何想ふ」                                          | 野田洋次郎 | RADWIMPS   | 5:04  |
| 5.        | 「ノットビコーズ」                                          | 野田洋次郎 | RADWIMPS   | 3:58  |
| 6.        | 「愛し」                                                    | 野田洋次郎 | RADWIMPS   | 6:30  |
| 7.        | 「ういんぷす学園休み時間」                                  |            |            | 0:58  |
| 8.        | 「ヒキコモリロリン」                                        | 野田洋次郎 | RADWIMPS   | 4:45  |
| 9.        | 「着席」                                                    |            |            | 0:04  |
| 10.       | 「俺色スカイ」                                              | 野田洋次郎 | RADWIMPS   | 4:12  |
| 11.       | 「音の葉」                                                  | 野田洋次郎 | 野田洋次郎 | 4:04  |
| 12.       | 「シリメツレツ」                                            | 野田洋次郎 | RADWIMPS   | 3:14  |
| 13.       | 「祈跡 -in album version-」(ストリングスアレンジ：服部隆之) | 野田洋次郎 | RADWIMPS   | 9:00  |
| 14.       | 「ララバイ」                                                | 野田洋次郎 | RADWIMPS   | 2:49  |
| 合計時間: | 合計時間:                                                   | 合計時間:  | 合計時間:  | 53:24 |

## 楽曲解説
愛し 〜明くる明け〜
「愛し」の一部分。
なんちって
メジャーデビュー以降もライブでの熱狂を担う楽曲。インディーズ時代の楽曲の中ではファンからの人気が高い楽曲である。
そりゃ君が好きだから
夢見月に何想ふ
2015年「10th ANNIVERSARY LIVE TOUR RADWIMPSの胎盤」にてアレンジを加えて、2006年「セプテンバーにぃさん」ぶりに演奏された。
ノットビコーズ
愛し
アルバムのキーとなる曲。後にシングルカットされ、3rdシングル『へっくしゅん/愛し』として発売された。
2022年、RADWIMPS初のTikTok LIVEにて演奏する楽曲のリクエストを募集したところ、当楽曲が人気上位になっていた。
翌年2023年、「ボクンチ忘年会2023」にて「RADWIMPS LIVE 2013 春ウララレミドソ」以来、約10年ぶりに演奏された。
うぃんぷす学園休み時間
寸劇。
ヒキコモリロリン
歌詞に登場する「田中昌也」は野田の中学の担任である。
着席
「うぃんぷす学園休み時間」の続き。一言のみ。
俺色スカイ
インディーズ時代の楽曲の中でも、ライブで演奏される回数が多い曲。
音の葉
唯一編曲クレジットが野田洋次郎となっている。
2011年のツアー「絶体延命」や2015年「10th ANNIVERSARY LIVE TOUR RADWIMPSの胎盤」では野田のピアノによる弾き語りで演奏されていた。
シリメツレツ
祈跡 -in album version-
2ndシングル表題曲のアルバムバージョン。シングルバージョンとアレンジが異なっている。
ララバイ
本アルバム以降にリリースするアルバム収録最後の楽曲は、バラード楽曲の傾向にある。